# (55561) Madenberg
(55561) Madenberg (2002 AF9) – planetoida z pasa głównego asteroid okrążająca Słońce w ciągu 3,45 lat w średniej odległości 2,28 j.a. Odkryta 9 stycznia 2002 roku.